# 巴尼·弗蘭克
巴尼特·弗蘭克（英語：Barnett Frank），1940年3月31日—）是美國政治人物。巴尼·弗蘭克在1981年至2003年擔任麻薩諸塞州第4選區的美國眾議院議員。他的黨籍是民主黨。巴尼·弗蘭克出生並成長在紐澤西州。2015年，弗蘭克出版了自己的自傳。